# Apteropeoedes elegans
Espèce
Synonymes
- Chloromastax elegans Descamps, 1964

Apteropeoedes elegans est une espèce d'insectes orthoptères de la famille des Euschmidtiidae, de la sous-famille des Pseudoschmidtiinae et de la tribu des Apteropeoedini.
Elle se rencontre à Madagascar.